# Кафеара
Кафеара (порт. Cafeara) — муниципалитет в Бразилии, входит в штат Парана. Составная часть мезорегиона Северо-центральная часть штата Парана. Входит в экономико-статистический микрорегион Асторга. Население составляет 2549 человек на 2006 год. Занимает площадь 185,798 км². Плотность населения — 13,7 чел./км².

## История
Город основан в 1954 году.

## Статистика
- Валовой внутренний продукт на 2003 год составляет 19 712 758,00 реалов (данные: Бразильский институт географии и статистики).
- Валовой внутренний продукт на душу населения на 2003 год составляет 7822,52 реалов (данные: Бразильский институт географии и статистики).
- Индекс развития человеческого потенциала на 2000 год составляет 0,699 (данные: Программа развития ООН).